# 大韓国国制
大韓国国制（だいかんこくこくせい）とは、1899年8月14日に公布された、大韓帝国の憲法である。

## 性質
朝鮮半島の歴史において、初の成文憲法である。近代憲法と評する主張も存在するが、実態は君主である高宗の無限の権力を明記しており、君主の権力を制限し、人民の権利を保障するといった近代憲法の性質とは異なるものであった。

## 内容
大韓国国制は、政治体制を専制君主制であると明記し、大韓帝国の存立の正統性を清の冊封ではなく、万国公法にあると宣言している。人民の権利を保障する規定は一切ない。